# 동암고등학교
동암고등학교(東岩高等學校)는 대한민국 전북특별자치도 전주시 완산구 효자동2가에 있는 사립 고등학교이다.

## 학교 연혁
- 1980년 5월 15일 : 학교법인 동암학원 설립
- 1980년 5월 15일 : 양복규 초대 이사장 취임
- 1980년 5월 24일 : 본관 기공 (4,687.2m2)
- 1981년 3월 2일 : 개교 및 제1회 입학식 (남자인문 490명), 정환욱 초대 교장 취임
- 1983년 2월 10일 : 경비실 건축 (46m2)
- 1986년 3월 4일 : 동암관 건축(4,900m2)
- 2003년 8월 5일 : 특별교실 건축 (3,784.25m2)
- 2004년 12월 30일 : 기숙사 건축(1,422.72m2)
- 2021년 2월 5일 : 제38회 졸업식(졸업생 258명, 총 15,311명)
- 2024년 3월 2일 : 제11대 오현철 교장 취임
- 2025년 2월 14일 : 제42회 졸업식
- 2025년 3월 4일 : 제45회 입학식(신입생 241명)

## 참고 자료
- 동암고등학교 - 한국교육학술정보원 학교알리미